# Rongas
Os rongas são um povo banto que habita os arredores de Maputo, ao Sul de Moçambique.